# Armurar
Armurarul (Silybum marianum sau ciulinul laptelui, armurariu, buruiana-armurării, crăpușnic sau scai pestriț) este o plantă din familia Asteraceae. Inițial nativă în Europa de Sud și Asia, se găsește astăzi în toată lumea. În România crește mai ales în zonele calde și însorite, precum Dobrogea. Desi semințele (fructele) sunt folosite în scopuri medicinale - datorită conținutului de silimarină (hepatoprotector), mai multe studii au arătat ca silimarina are un efect negativ foarte puternic asupra sistemului tiroidian și este contraindicata pentru uz uman în general, dar în special în timpul sarcinii.